# Atletica leggera femminile ai XVI Giochi paralimpici estivi
Ai XVI Giochi paralimpici estivi di Tokyo 2020 sono stati assegnati 73 titoli nell'atletica leggera paralimpica femminile.

## Risultati delle gare

### Corse
| Specialità | Cat. | Oro                                                                 | Risultato    | Argento                                         | Risultato      | Bronzo                                                            | Risultato              |
| --- | ---- | ------------------------------------------------------------------- | ------------ | ----------------------------------------------- | -------------- | ----------------------------------------------------------------- | ---------------------- |
| 100 m | T11  | Linda Patricia Perez Lopez guida: Alvaro Luis Cassiani Herrera      | 12"05        | Liu Cuiqing guida: Xu Donglin                   | 12"15          | Medaglia non assegnata                                            | Medaglia non assegnata |
| 100 m | T12  | Omara Durand Elias guida: Yuniol Kindelan Vargas                    | 11"49        | Oksana Boturchuk guida: Mykyta Barabanov        | 12"03          | Liang Yanfen guida: Zhu Xuankang                                  | 12"51                  |
| 100 m | T13  | Adiaratou Iglesias Forneiro                                         | 11"96        | Lamiya Valiyeva                                 | 11"99          | Kym Crosby                                                        | 12"08                  |
| 100 m | T34  | Hannah Cockroft                                                     | 16"39        | Kare Adenegan                                   | 17"03          | Robyn Lambird                                                     | 18"68                  |
| 100 m | T35  | Zhou Xia                                                            | 13"00        | Isis Holt                                       | 13"13          | Maria Lyle                                                        | 14"18                  |
| 100 m | T36  | Shi Yiting                                                          | 13"61        | Elena Ivanova                                   | 14"60          | Danielle Aitchinson                                               | 14"62                  |
| 100 m | T37  | Wen Xiaoyan                                                         | 13"00        | Jaleen Roberts                                  | 13"16          | Jiang Fenfen                                                      | 13"17                  |
| 100 m | T38  | Sophie Hahn                                                         | 12"43        | Darian Faisury Jimenez Sanchez                  | 12"49          | Lindy Ave                                                         | 12"77                  |
| 100 m | T47  | Lisbeli Marina Vera Andrade                                         | 11"97 (.963) | Brittni Mason                                   | 11"97 (.964)   | Deja Young                                                        | 12"21                  |
| 100 m | T53  | Gao Fang                                                            | 16"29        | Zhou Hongzhuan                                  | 16"48          | Samantha Kinghorn                                                 | 16"53                  |
| 100 m | T54  | Zhou Zhaoqian                                                       | 15"90        | Amanda Kotaja                                   | 15"93          | Cheri Madsen                                                      | 16"33                  |
| 100 m | T63  | Ambra Sabatini                                                      | 14"11        | Martina Caironi                                 | 14"46          | Monica Graziana Contrafatto                                       | 14"73                  |
| 100 m | T64  | Marlene van Gansewinkel                                             | 12"78        | Irmgard Bensusan (T44)                          | 12"89          | Marissa Papaconstantinou                                          | 13"07                  |
| 200 m | T11  | Liu Cuiqing guida: Xu Donglin                                       | 24"94 (.936) | Thalita Simplício guida: Felipe Veloso da Silva | 24"94 (.940) = | Jerusa Geber dos Santos Gabriel Aparecido dos Santos Garcia       | 25"19                  |
| 200 m | T12  | Omara Durand Elias guida: Yuniol Kindelan Vargas                    | 23"02        | Oksana Boturchuk guida: Mykyta Barabanov        | 24"48          | Anna Kulinich-Sorokina guida: Sergey Petrichenko                  | 24"85                  |
| 200 m | T35  | Zhou Xia                                                            | 27"17        | Isis Holt                                       | 27"94          | Maria Lyle                                                        | 30"24                  |
| 200 m | T36  | Shi Yiting                                                          | 28"21 =      | Danielle Aitchison                              | 29"88          | Yanina Andrea Martinez                                            | 30"96                  |
| 200 m | T37  | Wen Xiaoyan                                                         | 26"58        | Jiang Fenfen                                    | 27"33          | Mandy Francois-Elie                                               | 27"34                  |
| 200 m | T47  | Lisbeli Marina Vera Andrade                                         | 24"52        | Brittni Mason (T46)                             | 25"00          | Alicja Jeromin                                                    | 25"05                  |
| 200 m | T64  | Marlene van Gansewinkel                                             | 26"22        | Irmgard Bensusan (T44)                          | 26"58          | Kimberly Alkemade                                                 | 26"80                  |
| 400 m | T11  | Liu Cuiqing guida: Xu Donglin                                       | 56"25        | Thalita Simplício guida: Felipe Veloso da Silva | 56"80          | Angie L. Pabon Namian guida: Luis Dahir Arizala Ocoro             | 57"46                  |
| 400 m | T12  | Omara Durand Elias guida: Yuniol Kindelan Vargas                    | 52"58        | Oksana Boturchuk guida: Mykyta Barabanov        | 55"33          | Alejandra P. Perez Lopez guida: Markinzon D. Manzanilla Velasquez | 57"06                  |
| 400 m | T13  | Lamiya Valiyeva                                                     | 55"00        | Adiaratou Iglesias Forneiro                     | 55"53          | Kym Crosby                                                        | 56"79                  |
| 400 m | T20  | Breanna Clark                                                       | 55"18        | Yuliia Shuliar                                  | 56"18          | Jardenia Felix Barbosa da Silva                                   | 57"43                  |
| 400 m | T37  | Jiang Fenfen                                                        | 1'01"36      | Natalija Kobzar                                 | 1'01"47        | Sheryl James                                                      | 1'03"82                |
| 400 m | T38  | Lindy Ave                                                           | 1'00"00      | Margarita Goncharova                            | 1'00"14        | Darian Faisury Jimenez Sanchez                                    | 1'00"17                |
| 400 m | T47  | Anrune Weyers                                                       | 56"05        | Lisbeli Marina Vera Andrade                     | 57"32          | Anastasiia Soloveva                                               | 57"59                  |
| 400 m | T53  | Catherine Debrunner                                                 | 56"18        | Samantha Kinghorn                               | 57"25          | Zhou Hongzhuan                                                    | 57"29                  |
| 400 m | T54  | Manuela Schär                                                       | 53"59        | Cheri Madsen                                    | 53"91          | Zhou Zhaoqian                                                     | 54"10                  |
| 800 m | T34  | Hannah Cockroft                                                     | 1'48"99      | Kare Adenegan                                   | 1'59"85        | Alexa Halko                                                       | 2'02"22                |
| 800 m | T53  | Madison de Rozario                                                  | 1'45"99      | Zhou Hongzhuan                                  | 1'47"66        | Catherine Debrunner                                               | 1'47"90                |
| 800 m | T54  | Manuela Schär                                                       | 1'42"81      | Tatyana McFadden                                | 1'43"16        | Susannah Scaroni                                                  | 1'44"43                |
| 1500 m | T11  | Monica Olivia Rodriguez Saavedra guida: Kevin Teodoro Aguilar Perez | 4'37"40      | Louzanne Coetzee guida: Erasmus Badenhorst      | 4'40"96        | Nancy Chelangat Koech guida: Geoffrey Kiplangat Rotich            | 4'45"58                |
| 1500 m | T13  | Tigist Gezahagn Menigstu                                            | 4'23"24      | Liza Corso                                      | 4'30"67        | Somaya Bousaid                                                    | 4'31"78                |
| 1500 m | T20  | Barbara Bieganowska-Zajac                                           | 4'27"84      | Liudmyla Danylina                               | 4'32"82        | Hannah Taunton                                                    | 4'35"34                |
| 1500 m | T54  | Zhou Zhaoqian                                                       | 3'27"63      | Manuela Schär                                   | 3'28"01        | Madison de Rozario (T53)                                          | 3'28"24                |
| 5000 m | T54  | Susannah Scaroni                                                    | 10'52"57     | Manuela Schär                                   | 11'00"50       | Tatyana McFadden                                                  | 11'15"13               |
| Maratona | T12  | Misato Michishita guida: Jun Shida, Yuka Aoyama                     | 3:00'50      | Elena Pautova guida: Grigory Andreev            | 3:04'16        | Louzanne Coetzee (T53) guida: Erasmus Badenhorst                  | 3:11'13                |
| Maratona | T54  | Madison de Rozario (T53)                                            | 1:38'11      | Manuela Schär                                   | 1:38'12        | Nikita den Boer                                                   | 1:38'16                |
| record mondiale; record paralimpico; record mondiale stagionale; record africano; record asiatico; record europeo; record nord-centroamericano e caraibico; record sudamericano; record oceaniano; record nazionale; record personale; record personale stagionale. |      |                                                                     |              |                                                 |                |                                                                   |                        |

### Concorsi
| Specialità | Cat. | Oro                             | Risultato | Argento                      | Risultato | Bronzo                       | Risultato |
| --- | ---- | ------------------------------- | --------- | ---------------------------- | --------- | ---------------------------- | --------- |
| Salto in lungo | T11  | Silvania Costa de Oliveira      | 5,00 m    | Asila Mirzayorova            | 4,91 m    | Yuliia Pavlenko              | 4,86 m    |
| Salto in lungo | T12  | Oksana Zubkovska                | 5,54 m    | Sara Martinez                | 5,38 m    | Lynda Hamri                  | 5,33 m    |
| Salto in lungo | T20  | Karolina Kucharczyk             | 6,03 m    | Aleksandra Ruchkina          | 5,49 m    | Mikela Ristoski              | 5,46 m    |
| Salto in lungo | T37  | Wen Xiaoyan                     | 5,13 m    | Jaleen Roberts               | 4,65 m    | Anna Sapozhnikova            | 4,56 m    |
| Salto in lungo | T38  | Luca Ekler                      | 5,63 m    | Margarita Goncharova         | 5,29 m    | Olivia Breen                 | 4,91 m    |
| Salto in lungo | T47  | Anna Grimaldi                   | 5,76 m    | Aleksandra Moguchaia (T46)   | 5,67 m    | Kiara Rodriguez (T46)        | 5,63 m    |
| Salto in lungo | T63  | Vanessa Low                     | 5,28 m    | Martina Caironi              | 5,14 m    | Elena Kratter                | 5,01 m    |
| Salto in lungo | T64  | Fleur Jong                      | 6,16 m    | Marie-Amelie le Fur          | 6,11 m    | Marlene van Gansewinkel      | 5,78 m    |
| Getto del peso | F12  | Safiya Burkhanova               | 14,78 m   | Assunta Legnante (F11)       | 14,62 m   | Rebeca Valenzuela Álvarez    | 13,72 m   |
| Getto del peso | F20  | Poleth Isamar Mendes Sanchez    | 14,39 m   | Anastasiia Mysnyk            | 14,16 m   | Anais Mendez                 | 14,06 m   |
| Getto del peso | F32  | Anastasiia Moskalenko           | 7,61 m    | Roza Kozakowska              | 7,37 m    | Evgeniia Galaktionova        | 6,80 m    |
| Getto del peso | F33  | Asmahane Boudjadar              | 7,10 m    | Fouzia El Kassioui           | 6,72 m    | Maria Strong                 | 6,63 m    |
| Getto del peso | F34  | Zou Lijuan                      | 9,19 m    | Lucyna Kornobys              | 8,60 m    | Saida Amoudi                 | 8,21 m    |
| Getto del peso | F35  | Mariia Pomazan                  | 12,24 m   | Marivana Oliveira da Nobrega | 9,15 m    | Anna Luxová                  | 8,60 m    |
| Getto del peso | F36  | Galina Lipatnikova              | 11,03 m   | Miriam Martinez Rico         | 9,62 m    | Wu Qing                      | 9,36 m    |
| Getto del peso | F37  | Lisa Adams                      | 15,12 m   | Mi Na                        | 13,69 m   | Li Yngli                     | 13,33 m   |
| Getto del peso | F40  | Renata Śliwińska                | 8,75 m    | Nourhein Belhaj Salem        | 8,33 m    | Lauritta Onye                | 8,29 m    |
| Getto del peso | F41  | Raoua Tlili                     | 10,55 m   | Mayerli Buitrago Ariza       | 9,94 m    | Antonella Ruiz Diaz          | 9,50 m    |
| Getto del peso | F54  | Francisca Mardones Sepulveda    | 8,33 m    | Gloria Zarza Guadarrama      | 8,06 m    | Nurkhon Kurbanova            | 7,77 m    |
| Getto del peso | F57  | Safia Djelal                    | 11,29 m   | Xu Mian                      | 10,81 m   | Eucharia Iyiazi              | 10,40 m   |
| Lancio del disco | F11  | Zhang Liangmin                  | 40,83 m   | Assunta Legnante             | 40,25 m   | Yesenia Maria Restrepo Munoz | 36,11 m   |
| Lancio del disco | F38  | Mi Na (F37)                     | 38,50 m   | Li Yingli (F37)              | 33,73 m   | Rosa Carolina Castro Castro  | 33,73 m   |
| Lancio del disco | F41  | Raoua Tlili                     | 37,91 m   | Youssra Karim                | 37,35 m   | Hayat El Garaa               | 29,30 m   |
| Lancio del disco | F53  | Elizabeth Rodrigues Gomes (F52) | 17,62 m   | Iana Lebiedieva              | 15,48 m   | Zoia Ovsii (F51)             | 14,37 m   |
| Lancio del disco | F55  | Dong Feixia                     | 26,64 m   | Diāna Dadzīte                | 25,02 m   | Rosa María Guerrero          | 24,11 m   |
| Lancio del disco | F57  | Mokhigul Khamdamova             | 31,46 m   | Nassima Saifi                | 30,81 m   | Julyana Cristina da silva    | 30,49 m   |
| Lancio del disco | F64  | Yao Juan                        | 44,73 m   | Yang Yue                     | 40,48 m   | Sarah Edmiston               | 37,85 m   |
| Lancio del giavellotto | F13  | Nozimakhon Kayumova             | 42,59 m   | Yuping Zhao                  | 41,85 m   | Lizaveta Piatrenka           | 38,99 m   |
| Lancio del giavellotto | F34  | Zou Lijuan                      | 22,28 m = | Frances Herrmann             | 17,72 m   | Marjaana Heikkinen           | 17,47 m   |
| Lancio del giavellotto | F46  | Holly Robinson                  | 40,99 m   | Noelle Roorda                | 40,06 m   | Hollie Arnold                | 39,73 m   |
| Lancio del giavellotto | F54  | Flora Ugwunwa                   | 19,39 m   | Nurkhon Kurbanova            | 18,38 m   | Yang Liwan                   | 17,83 m   |
| Lancio del giavellotto | F56  | Hashemiyeh Motaghian Moavi      | 24,50 m   | Raissa Rocha Machado         | 24,39 m   | Diāna Dadzīte (F55)          | 24,22 m   |
| Lancio della clava | F32  | Roza Kozakowska                 | 28,74 m   | Anastasiia Moskalenko        | 24,73 m   | Mounia Gasmi                 | 23,29 m   |
| Lancio della clava | F51  | Zoia Ovsii                      | 25,12     | Cassie Mitchell              | 24,18     | Elena Gorlova                | 24,08     |
| record mondiale; record paralimpico; record mondiale stagionale; record africano; record asiatico; record europeo; record nord-centroamericano e caraibico; record sudamericano; record oceaniano; record nazionale; record personale; record personale stagionale. |      |                                 |           |                              |           |                              |           |